# Romen
Romen (ukr. Ромен Romen, ros. Ромен Romien) – rzeka na Ukrainie, prawy dopływ Suły.
Płynie przez Nizinę Naddnieprzańską, jej długość wynosi 111 km, a dorzecze – 1645 km².